# 474440 Nemesnagyágnes
474440 Nemesnagyágnes è un asteroide areosecante. Scoperto nel 2003, presenta un'orbita caratterizzata da un semiasse maggiore pari a 2,1418181 au e da un'eccentricità di 0,2748317, inclinata di 4,89117° rispetto all'eclittica.